# جباردست (فیلم)
جباردست (به انگلیسی: Jabardasth) فیلمی هندی محصول سال ۲۰۱۳ و به کارگردانی بی. وی ناندینی ردی است. در این فیلم بازیگرانی همچون سیدارت نارایان، سامانتا روت پرابو، نیتیا منن، سایاجی شینده و تلنگانا شکونتلا ایفای نقش کرده‌اند.